# إكسبو 2010
إكسبو 2010 (بالإنجليزية: Expo 2010)‏ أو إكسبو شانغهاي الصين 2010 (بالإنجليزية: Expo 2010 Shanghai China)‏ هو معرض دولي تم عرضه على ضفتي نهر هوانغبو في مدينة شانغهاي، الصين في الفترة بين 1 مايو إلى 31 أكتوبر 2010. كان موضوع المعرض هو «مدينة أفضل لحياة أفضل» وهو يعبر عن فلسفة مدينة شانغهاي في القرن الحادي والعشرين لتكون من أفضل مدن العالم الجديدة. مع نهاية المعرض كان هناك أكثر من 73 مليون زائر، وتم بمشاركة 250 دولة ومنظمة دولية. كان أكثر الأيام زيارة هو في 26 أكتوبر 2010 حيث دخل إلى الموقع أكثر من 1.03 مليون زائر.

## اقرأ أيضا
- إكسبو 2015
- إكسبو 2020

## وصلات خارجية
- الموقع الرسمي لإكسبو 2010